# استیون چو
استیون چو (به انگلیسی: Steven Chu) (متولد ۱۹۴۸ شهر سنت‌لوئیس در میزوری)، فیزیک‌دان تجربی آمریکایی و برنده جایزه نوبل در فیزیک سال ۱۹۹۷ است. در سال ۲۰۰۸ باراک اوباما رئیس‌جمهور آمریکا او را به عنوان دوازدهمین وزیر نیروی آمریکا انتخاب کرد.
استیون چو در سنت‌لوئیس در ایالت میسوری به دنیا آمد و در دانشگاه روچستر و دانشگاه برکلی در رشته فیزیک تحصیل کرد. پس از آن که در سال ۱۹۷۶ از دانشگاه برکلی درجه دکتری دریافت کرد، دو سال در همان دانشگاه به تحقیق پرداخت. سپس به آزمایشگاه‌های بل پیوست و در ۱۹۸۷ استاد فیزیک در دانشگاه استنفورد شد. از سال ۱۹۹۰ تا ۱۹۹۳ رئیس دانشکده فیزیک در استنفورد بود. در سال ۱۹۹۷ همراه با دو نفر دیگر جایزه نوبل فیزیک را برای «توسعه روش‌های خنک کردن و تسخیر اتم‌ها با نور لیزر» دریافت کرد.
از سال ۲۰۰۴ سرپرست آزمایشگاه‌های لاورنس در برکلی شد.

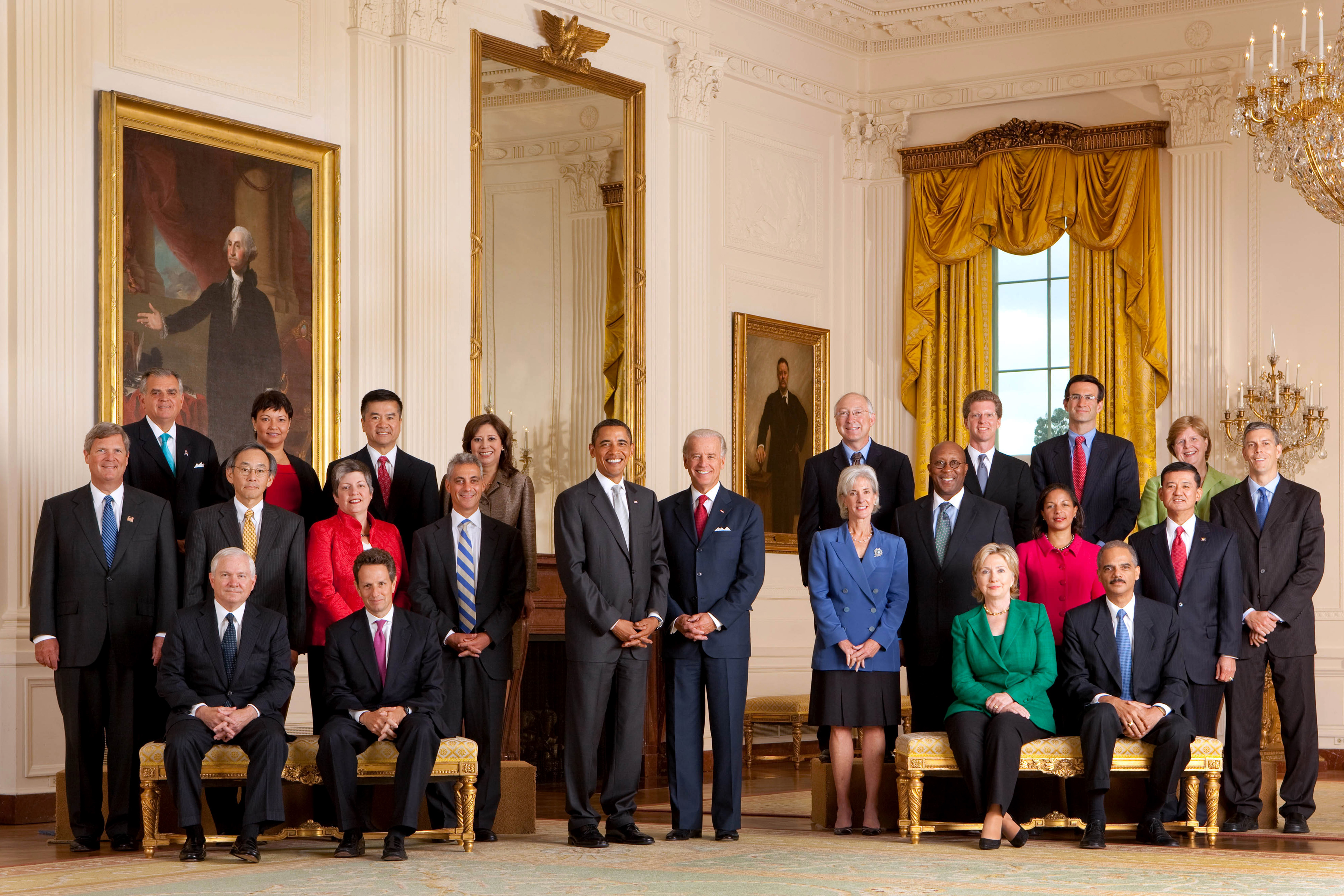
کابینه اول باراک اوباما، رئیس‌جمهوری آمریکا، در اتاق شرقی سال ۲۰۰۹ ردیف اول ایستاده از چپ به راست: ری لحود، لیسا جکسون، گری لاک، هیلدا سولیس، باراک اوباما، جو بایدن، کن سالازار، شان داناون، پیتر اورزاگ، کریستینا رومر، آرنی دانکن ردیف دوم ایستاده: تام ویلساک، استیون چو، جنت ناپالیتانو، رام امانوئل، کاتلین سیبیلیوس، ران کرک، سوزان رایس، اریک شینسکی ردیف سوم نشسته: رابرت گیتس، تیموتی گایتنر، هیلاری کلینتون، اریک هولدر

## نظر در مورد اقتصاد جهانی و جمعیت
استیون چو در دانشگاه شیکاگو گفت: «جهان به مدل جدیدی برای ایجاد یک استاندارد زندگی رو به رشد نیاز دارد که به یک طرح هرمی وابسته نباشد.» چو مشخص نکرد که این مدل جدید چگونه خواهد بود، اما راه حلی برای رشد جمعیت ارائه کرد. عقیده دارد که اقتصاد جهانی یک «طرح هرمی» است به این معنی که افزایش رونق اقتصادی و همه مدل‌های اقتصادی مورد حمایت دولت‌ها و رقبای جهانی، مبتنی برداشتن جوانان، کارگران، بیشتر از تعداد افراد مسن است. او گفت اقتصاد جهان مبتنی بر جمعیت روزافزون است، طرحی که اقتصاددانان دربارهٔ آن صحبت نمی‌کنند و دولت‌ها با آن روبه‌رو نخواهند شد، طرحی که پایداری را غیرممکن می‌کند و احتمالاً در نهایت با شکست مواجه می‌شود. وزیر سابق انرژی گفت، به عنوان مثال، کارگران جوان سالم هزینه‌های مراقبت‌های بهداشتی را برای کارگران سالخورده و بازنشستگان می‌پردازند، طرحی که مستلزم افزایش تعداد کارگران جوان است. و رشد اقتصادی مستلزم آن است که مردم بیشتر و بیشتر کالاهای بیشتری را خریداری کنند که پیامدهای زیست‌محیطی بدی دارد. با افزایش استانداردهای زندگی، رشد جمعیت کاهش می‌یابد؛ بنابراین اگر اقتصاد موفق شود استانداردهای زندگی را بالا ببرد، خود را تضعیف می‌کند. چو گفت: «اقتصاددانان این را می‌دانند، اما آنها واقعاً در مورد آن به‌طور آشکار صحبت نمی‌کنند و هیچ بحث واقعی در دولت وجود ندارد.» ... «هر دولتی می‌گوید که باید جمعیت را افزایش دهید، چه از طریق مهاجران و چه از طریق جمعیت داخلی؛ بنابراین، این یک مشکل است.» چو به عنوان مثال اشاره کرد که چین سیاست تک فرزندی خود را با مشوق‌هایی برای والدین برای داشتن دو فرزند جایگزین کرده‌است و فرانسه جایزه ای به نام مدال خانواده فرانسه را به مادران خانواده‌های پرجمعیت ارائه می‌دهد. او گفت که چنین مشوق‌هایی به جهان، در دستیابی به پایداری کمک نمی‌کند. در بسیاری از کشورهای جهان، کشورهای توسعه یافته، ژاپن، اسپانیا، ایتالیا، رشد جمعیت منفی است؛ بنابراین چو انتظار دارد که اثرات ناشی از افزایش استانداردهای زندگی در نهایت رشد جمعیت انسانی را خنثی کند. او گفت که این به محیط زیست کمک می‌کند، اما به نوع جدیدی از اقتصاد نیز نیاز دارد.